# Campeonato Mundial de Rugby M19 División B de 1990
El Campeonato Mundial de Rugby M19 División B de 1990 se disputó en Italia y fue la decimoprimera edición del torneo en categoría M19.

## Equipos participantes
- Selección juvenil de rugby de Alemania Occidental
- Selección juvenil de rugby de Bélgica
- Selección juvenil de rugby de Checoslovaquia
- Selección juvenil de rugby de Marruecos
- Selección juvenil de rugby de Países Bajos
- Selección juvenil de rugby de Taiwán
- Selección juvenil de rugby de Túnez
- Selección juvenil de rugby de Yugoslavia

## Posiciones finales
| Pos | Equipo              |
| --- | ------------------- |
|     | Taiwán              |
|     | Checoslovaquia      |
|     | Bélgica             |
| 4   | Alemania Occidental |
| 5   | Túnez               |
| 6   | Países Bajos        |
| 7   | Marruecos           |
| 8   | Yugoslavia          |

### Campeón
| Bandera de Taiwán |
| Campeón Taiwán    |
| Segundo título    |